# Jermaine Boyette
Jermaine Jamar Boyette (Hammond, 7 dicembre 1978) è un ex cestista statunitense.

## Palmarès
- Campione USBL (2005)
- USBL Postseason MVP (2005)
- All-USBL First Team (2005)
- All-USBL Second Team (2004)
- Miglior tiratore da tre punti USBL (2004)